# Thamnophilidae
Thamnophilidae (miervogels) is een familie van vogels uit de orde van de zangvogels (Passeriformes). Miervogels leven in Midden- en Zuid-Amerika, van het zuiden van Mexico tot het noorden van Argentinië. Ze leven in dichte bossen en soms op open plekken. Miervogels blijven als paartje voor hun hele leven bij elkaar. Ze bouwen samen een nest en zorgen samen voor de jongen.  

## Taxonomie
Deze zangvogels behoren tot de onderorde schreeuwvogels of Suboscines. Binnen deze groep worden ze geplaatst in de clade Furnarii. De familie telt bijna 240 soorten in 63 geslachten. De volgende indeling is gebaseerd op een onderzoek van Ohlson uit 2013.
De volgorde van de subfamilies en geslachtengroepen komen overeen met IOC 14.1 . De volgorde van de geslachten binnen elke groep is alfabetisch.
Lijst van geslachten naar subfamilie en geslachtengroep (tribus):
- Subfamilie Euchrepomidinae
  -     - Geslacht Euchrepomis (4 soorten miersluipers)
- Subfamilie Myrmornithinae
  -     - Geslacht Myrmornis (1 soort: bonte mierlijster)
    - Geslacht Pygiptila (1 soort: vlekvleugelmierklauwier)
    - Geslacht Thamnistes (2 soorten mierklauwieren)
- Subfamilie Thamnophilinae
  - Tribus Microrhopiini
    - Geslacht Ammonastes (1 soort: grijsbuikmiervogel)
    - Geslacht Aprositornis (1 soort: yapacanamiervogel)
    - Geslacht Clytoctantes (2 soorten dikbekmiervogels)
    - Geslacht Epinecrophylla (8 soorten miersluipers)
    - Geslacht Microrhopias (1 soort: spikkelvleugelmiersluiper)
    - Geslacht Myrmophylax (1 soort: zwartkeelmiervogel)
    - Geslacht Myrmorchilus (1 soort: witbaardmiervogel)
    - Geslacht Neoctantes (1 soort: zwarte dikbekmiervogel)

  - Tribus Formicivorini
    - Geslacht Formicivora (9 soorten miersluiper)
    - Geslacht Myrmochanes (1 soort: zwart-witte mierkruiper)
    - Geslacht Myrmotherula (25 soorten miersluipers)
    - Geslacht Terenura (2 soorten miersluipers)

  - Tribus Thamnophilini
    - Geslacht Batara (1 soort: reuzenmierklauwier)
    - Geslacht Biatas (1 soort: witbaardmierklauwier)
    - Geslacht Cymbilaimus (2 soorten mierklauwieren)
    - Geslacht Dichrozona (1 soort: bandrugmiervogel)
    - Geslacht Dysithamnus (8 soorten miervireo's)
    - Geslacht Frederickena (3 soorten mierklauwieren)
    - Geslacht Herpsilochmus (17 soorten miersluipers)
    - Geslacht Hypoedaleus (1 soort: vlekrugmierklauwier)
    - Geslacht Isleria (2 soorten miersluipers)
    - Geslacht Mackenziaena (2 soorten mierklauwieren)
    - Geslacht Megastictus (1 soort: parelmierklauwier)
    - Geslacht Radinopsyche (1 soort: caatingamiersluiper)
    - Geslacht Rhopias (1 soort: parelhalsmiersluiper)
    - Geslacht Sakesphoroides (1 soort: campomierklauwier)
    - Geslacht Sakesphorus (2 soorten mierklauwieren)
    - Geslacht Taraba (1 soort: grote mierklauwier)
    - Geslacht Thamnomanes (4 soorten mierklauwieren)
    - Geslacht Thamnophilus (30 soorten mierklauwieren)
    - Geslacht Xenornis (1 soort: vlekborstmierklauwier)

  - Tribus Pithyini
    - Geslacht Cercomacra (7 soorten miervogels)
    - Geslacht Cercomacroides (6 soorten miervogels)
    - Geslacht Drymophila (11 soorten miervogels)
    - Geslacht Gymnopithys (3 soorten miervogels)
    - Geslacht Hypocnemis (8 soorten orpheusmierkruipers)
    - Geslacht Oneillornis (2 soorten miervogels)
    - Geslacht Phaenostictus (1 soort: McLeannans miervogel)
    - Geslacht Phlegopsis (3 soorten miertimalia's)
    - Geslacht Pithys (2 soorten miervogels)
    - Geslacht Rhegmatorhina (5 soorten miervogels)
    - Geslacht Sciaphylax (2 soorten kastanjestaartmiervogels)
    - Geslacht Willisornis (2 soorten miervogels)

  - Tribus Pyriglenini
    - Geslacht Akletos (2 soorten miervogels)
    - Geslacht Ampelornis (1 soort: palamblamiervogel)
    - Geslacht Gymnocichla (1 soort: kaalkopmiervogel)
    - Geslacht Hafferia (3 soorten miervogels)
    - Geslacht Hylophylax (3 soorten gevlekte miervogels)
    - Geslacht Hypocnemoides (2 soorten mierkruipers)
    - Geslacht Myrmeciza (1 soort: witbuikmiervogel)
    - Geslacht Myrmelastes (8 soorten miervogels)
    - Geslacht Myrmoborus (5 soorten mierkruipers)
    - Geslacht Myrmoderus (5 soorten miervogels)
    - Geslacht Percnostola (2 soorten miervogels)
    - Geslacht Poliocrania (1 soort: bruinrugmiervogel)
    - Geslacht Pyriglena (5 soorten vuurogen)
    - Geslacht Rhopornis (1 soort: bahiamiervogel)
    - Geslacht Sclateria (1 soort: mangrovemiervogel)
    - Geslacht Sipia (4 soorten miervogels)

### Cladogram Thamnophilidae
Het volgende cladogram geeft de taxonomische relaties weer tussen de subfamilies en geslachtengroepen binnen deze familie:
|  | Thamnophilini                                            |
|  |                                                          |
|  | \| \| Pithyini \| \| \| \| \| \| Pyriglenini \| \| \| \| |
|  |                                                          |
|  | Pithyini                                                 |
|  |                                                          |
|  | Pyriglenini                                              |
|  |                                                          |

|  | Pithyini    |
|  |             |
|  | Pyriglenini |
|  |             |

|  | Thamnophilini                                            |
|  |                                                          |
|  | \| \| Pithyini \| \| \| \| \| \| Pyriglenini \| \| \| \| |
|  |                                                          |
|  | Pithyini                                                 |
|  |                                                          |
|  | Pyriglenini                                              |
|  |                                                          |

|  | Pithyini    |
|  |             |
|  | Pyriglenini |
|  |             |

|  | Thamnophilini                                            |
|  |                                                          |
|  | \| \| Pithyini \| \| \| \| \| \| Pyriglenini \| \| \| \| |
|  |                                                          |
|  | Pithyini                                                 |
|  |                                                          |
|  | Pyriglenini                                              |
|  |                                                          |

|  | Pithyini    |
|  |             |
|  | Pyriglenini |
|  |             |

|  | Thamnophilini                                            |
|  |                                                          |
|  | \| \| Pithyini \| \| \| \| \| \| Pyriglenini \| \| \| \| |
|  |                                                          |
|  | Pithyini                                                 |
|  |                                                          |
|  | Pyriglenini                                              |
|  |                                                          |

|  | Pithyini    |
|  |             |
|  | Pyriglenini |
|  |             |

|  | Thamnophilini                                            |
|  |                                                          |
|  | \| \| Pithyini \| \| \| \| \| \| Pyriglenini \| \| \| \| |
|  |                                                          |
|  | Pithyini                                                 |
|  |                                                          |
|  | Pyriglenini                                              |
|  |                                                          |

|  | Pithyini    |
|  |             |
|  | Pyriglenini |
|  |             |

|  | Thamnophilini                                            |
|  |                                                          |
|  | \| \| Pithyini \| \| \| \| \| \| Pyriglenini \| \| \| \| |
|  |                                                          |
|  | Pithyini                                                 |
|  |                                                          |
|  | Pyriglenini                                              |
|  |                                                          |

|  | Pithyini    |
|  |             |
|  | Pyriglenini |
|  |             |

|  | Thamnophilini                                            |
|  |                                                          |
|  | \| \| Pithyini \| \| \| \| \| \| Pyriglenini \| \| \| \| |
|  |                                                          |
|  | Pithyini                                                 |
|  |                                                          |
|  | Pyriglenini                                              |
|  |                                                          |

|  | Pithyini    |
|  |             |
|  | Pyriglenini |
|  |             |

|  | Thamnophilini                                            |
|  |                                                          |
|  | \| \| Pithyini \| \| \| \| \| \| Pyriglenini \| \| \| \| |
|  |                                                          |
|  | Pithyini                                                 |
|  |                                                          |
|  | Pyriglenini                                              |
|  |                                                          |

|  | Pithyini    |
|  |             |
|  | Pyriglenini |
|  |             |

|  | Thamnophilini                                            |
|  |                                                          |
|  | \| \| Pithyini \| \| \| \| \| \| Pyriglenini \| \| \| \| |
|  |                                                          |
|  | Pithyini                                                 |
|  |                                                          |
|  | Pyriglenini                                              |
|  |                                                          |

|  | Pithyini    |
|  |             |
|  | Pyriglenini |
|  |             |

|  | Thamnophilini                                            |
|  |                                                          |
|  | \| \| Pithyini \| \| \| \| \| \| Pyriglenini \| \| \| \| |
|  |                                                          |
|  | Pithyini                                                 |
|  |                                                          |
|  | Pyriglenini                                              |
|  |                                                          |

|  | Pithyini    |
|  |             |
|  | Pyriglenini |
|  |             |

|  | Thamnophilini                                            |
|  |                                                          |
|  | \| \| Pithyini \| \| \| \| \| \| Pyriglenini \| \| \| \| |
|  |                                                          |
|  | Pithyini                                                 |
|  |                                                          |
|  | Pyriglenini                                              |
|  |                                                          |

|  | Pithyini    |
|  |             |
|  | Pyriglenini |
|  |             |

|  | Thamnophilini                                            |
|  |                                                          |
|  | \| \| Pithyini \| \| \| \| \| \| Pyriglenini \| \| \| \| |
|  |                                                          |
|  | Pithyini                                                 |
|  |                                                          |
|  | Pyriglenini                                              |
|  |                                                          |

|  | Pithyini    |
|  |             |
|  | Pyriglenini |
|  |             |

|  | Thamnophilini                                            |
|  |                                                          |
|  | \| \| Pithyini \| \| \| \| \| \| Pyriglenini \| \| \| \| |
|  |                                                          |
|  | Pithyini                                                 |
|  |                                                          |
|  | Pyriglenini                                              |
|  |                                                          |

|  | Pithyini    |
|  |             |
|  | Pyriglenini |
|  |             |

|  | Thamnophilini                                            |
|  |                                                          |
|  | \| \| Pithyini \| \| \| \| \| \| Pyriglenini \| \| \| \| |
|  |                                                          |
|  | Pithyini                                                 |
|  |                                                          |
|  | Pyriglenini                                              |
|  |                                                          |

|  | Pithyini    |
|  |             |
|  | Pyriglenini |
|  |             |

|  | Thamnophilini                                            |
|  |                                                          |
|  | \| \| Pithyini \| \| \| \| \| \| Pyriglenini \| \| \| \| |
|  |                                                          |
|  | Pithyini                                                 |
|  |                                                          |
|  | Pyriglenini                                              |
|  |                                                          |

|  | Pithyini    |
|  |             |
|  | Pyriglenini |
|  |             |

|  | Thamnophilini                                            |
|  |                                                          |
|  | \| \| Pithyini \| \| \| \| \| \| Pyriglenini \| \| \| \| |
|  |                                                          |
|  | Pithyini                                                 |
|  |                                                          |
|  | Pyriglenini                                              |
|  |                                                          |

|  | Pithyini    |
|  |             |
|  | Pyriglenini |
|  |             |

Acanthisittidae (Rotswinterkoningen) · Acanthizidae (Australische zangers) · Acrocephalidae (Rietzangers) · Aegithalidae (Staartmezen) · Aegithinidae (Iora's) · Alaudidae (Leeuweriken) · Alcippeidae (Alcippes) · Artamidae (Spitsvogels) ·  Atrichornithidae (Doornkruipers) · Bernieridae (Madagaskarzangers) · Bombycillidae (Pestvogels) · Buphagidae (Ossenpikkers) · Calcariidae (IJsgorzen) · Callaeidae (Nieuw-Zeelandse lelvogels) · Calyptomenidae (Afrikaanse breedbekken) · Calyptophilidae (Tapuittangaren) · Campephagidae (Rupsvogels) · Cardinalidae (Kardinaalachtigen) · Certhiidae (Echte boomkruipers) · Cettiidae (Struikzangers) · Chaetopidae (Rotsspringers) · Chloropseidae (Bladvogels) · Cinclidae (Waterspreeuwen) · Cinclosomatidae (Kwartellijsters) · Cisticolidae (Graszangers) · Climacteridae (Australische kruipers) · Cnemophilidae (Satijnvogels) · Conopophagidae (Muggeneters) · Corcoracidae (Slijknestkraaien) · Corvidae (Kraaien) · Cotingidae (Cotinga's) · Dasyornithidae (Borstelvogels) · Dicaeidae (Bastaardhoningvogels) · Dicruridae (Drongo's) · Donacobiidae (Zwartkopdonacobius) · Dulidae (Palmtapuiten) · Elachuridae (Elachura) · Emberizidae (Gorzen) · Erythrocercidae (Elfmonarchen) · Estrildidae (Prachtvinken) · Eulacestomatidae (Leldikkop) · Eupetidae (Ralbabbelaars) · Eurylaimidae (Breedbekken en hapvogels) · Falcunculidae (Harlekijndikkoppen) · Formicariidae (Mierlijsters) · Fringillidae (Vinkachtigen) · Furnariidae (Ovenvogels) · Grallariidae (Mierpitta's) · Hirundinidae (Zwaluwen) · Hyliidae (Hylia's) · Hyliotidae (Hyliota's) · Hylocitreidae (Bessendikkop) · Hypocoliidae (Zijdestaarten) · Icteridae (Troepialen) · Icteriidae (Geelborstzanger) · Ifritidae (Ifrita) · Irenidae (Irena's) · Laniidae (Klauwieren) · Leiothrichidae (Babbelaars) · Locustellidae (Sprinkhaanzangers) · Machaerirhynchidae (Bootsnavels) · Macrosphenidae (Afrikaanse zangers) · Malaconotidae (Bosklauwieren) · Maluridae (Elfjes)    · Melampittidae (Paradijspitta's) · Melanocharitidae (Bessenpikkers) · Melanopareiidae (Maansluipers) · Meliphagidae (Honingeters) · Menuridae (Liervogels) · Mimidae (Spotlijsters) · Mitrospingidae (Mitrospingustangaren) · Modulatricidae (Vlekkeellijsters) · Mohoidae (O'o's) · Mohouidae (Mohoua's) · Monarchidae (Monarchen) · Motacillidae (Kwikstaarten en piepers) · Muscicapidae (Vliegenvangers) · Nectariniidae (Honingzuigers) · Neosittidae (Boomlopers) · Nesospingidae (Puertoricaanse tangare) ·  Nicatoridae (Nicators) · Notiomystidae (Hihi) · Onychorhynchidae (Kroontirannen) ·  Oreoicidae (Oreoica's) · Oriolidae (Wielewalen en vijgvogels) · Orthonychidae (Stronklopers) · Oxyruncidae (Scherpsnavel) ·  Pachycephalidae (Dikkoppen en fluiters) · Panuridae (Baardmannetje) · Paradisaeidae (Paradijsvogels) · Paradoxornithidae (Diksnavelmezen) · Paramythiidae (Prachtbessenpikkers) · Pardalotidae (Diamantvogels) · Paridae (Mezen) · Parulidae (Amerikaanse zangers) · Passerellidae (Amerikaanse gorzen) · Passeridae (Mussen) · Pellorneidae (Grondtimalia's) · Petroicidae (Australische vliegenvangers) · Peucedramidae (Oranjekopzanger) · Phaenicophilidae (Hispaniolatangaren) · Philepittidae (Asities) · Phylloscopidae (Boszangers) · Picathartidae (Kaalkopkraaien) · Pipridae (Manakins) · Pittidae (Pitta's) · Pityriasidae (Borstelkop) · Platylophidae (Maleise kuifgaai) · Platysteiridae (Lelvliegenvangers) · Ploceidae (Wevers en verwanten) · Pnoepygidae (Pnoepyga's) · Polioptilidae (Muggenvangers) · Pomatostomidae (Australaziatische babbelaars) · Promeropidae (Afrikaanse suikervogels) · Prunellidae (Heggenmussen) · Psophodidae (Zwiepfluiters) · Ptiliogonatidae (Zijdevliegenvangers) · Ptilonorhynchidae (Prieelvogels) · Pycnonotidae (Buulbuuls) · Regulidae (Goudhaantjes) · Remizidae (Buidelmezen) · Rhagologidae (Geschubde dikkop) · Rhinocryptidae (Tapaculo's) · Rhipiduridae (Waaierstaarten) · Rhodinocichlidae (Troepiaaltangare) · Salpornithidae (Gevlekte boomkruipers) · Sapayoidae (Breedbekmanakin) · Scotocercidae (Maquiszanger) · Sittidae (Boomklevers) · Spindalidae (Spindalissen) · Stenostiridae (Elfvliegenvangers) · Sturnidae (Spreeuwen) · Sylviidae (Grasmussen) · Teretistridae (Cubaanse zangers) · Thamnophilidae (Miervogels) · Thraupidae (Tangaren) · Tichodromidae (Rotskruiper) · Timaliidae (Timalia's) · Tityridae (Tityra's) · Troglodytidae (Winterkoningen) · Turdidae (Lijsters) · Tyrannidae (Tirannen) · Urocynchramidae (Przewalski's roodmus) · Vangidae (Vanga's) · Viduidae (Wida's) · Vireonidae (Vireo's) · Zeledoniidae (Zeledonia) · Zosteropidae (Brilvogels)